# Filip Remunda
Filip Remunda (ur. 5 maja 1973 w Pradze) – czeski reżyser i twórca filmów dokumentalnych.
Jest absolwentem Wydziału Filmowego i Telewizyjnego Akademii Sztuk Scenicznych w Pradze.

## Wybrana filmografia
- 1999: Nová jména pro staré kamarády
- 1999: Hilary a Chris na cestě
- 2002: Obec B[3]
- 2003: A.B.C.D.T.O.P.O.L.[4]
- 2004: Czeski sen[5]
- 2007: Setkat se s filmem[6]
- 2007: Pulec, králík a Duch svatý[7]
- 2010: Český mír